# Villa Diamante

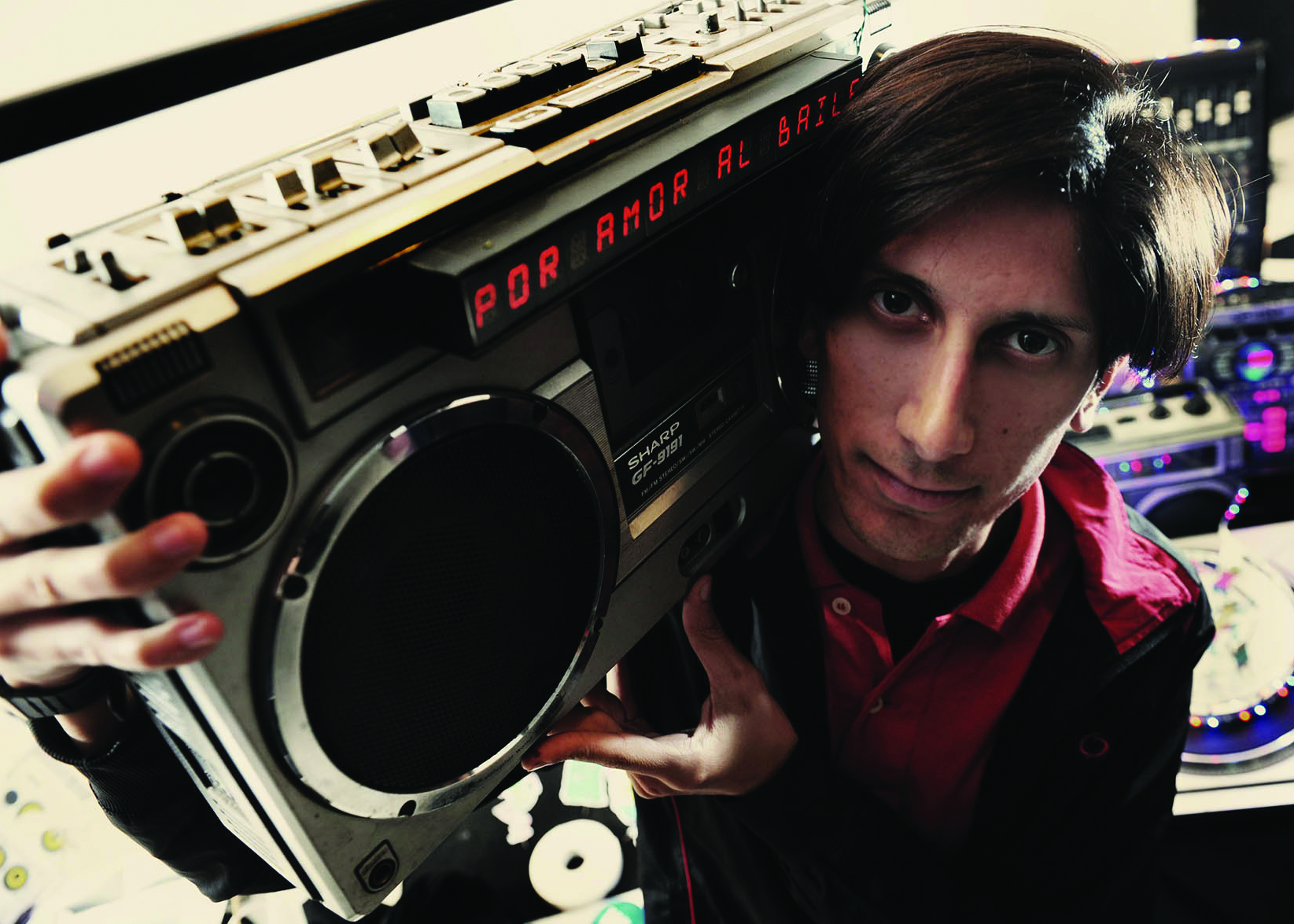
Villa Diamante (2013)

Villa Diamante (bürgerlich Diego Bulacio; * 1980 in Buenos Aires) ist ein argentinischer Mashup-Produzent und DJ. Er wurde durch seine ungewöhnliche Mixtur aus Cumbia, Hip-Hop und argentinischer Rock- und Popmusik bekannt und ist heute der bedeutendste argentinische Vertreter des Genres.
Der Name stammt von einem Elendsviertel in der Stadt Lanús, einem Vorort von Buenos Aires.

## Arbeit als Mashup-Produzent
Bulacio produziert nach eigener Aussage mit einem PC aus den 1990er Jahren mit einer Soundkarte für 25 argentinische Pesos (umgerechnet ca. 5 Euro).
Wie in der Mashup-Szene üblich, sind Villa Diamantes Werke frei im Internet herunterladbar. Bisher veröffentlichte er zwei Alben, die er aus ideologischen und rechtlichen Gründen (urheberrechtlich sind Mashups nach wie vor umstritten) nicht zum Verkauf anbietet. Seinen Lebensunterhalt verdient er dagegen mit dem Verkauf von Merchandising-Artikeln (insbesondere CD-Cover-Artwork und Aufklebern) sowie seiner Gage als DJ.
Stilistisch bevorzugt Bulacio Mixturen aus Hip-Hop und argentinischen Künstlern, besonders aus der Cumbia Villera, einem in den Elendsvierteln von Buenos Aires Ende der 1990er entstandenen Musikstil, aber auch argentinischen Rock- und Popkünstlern wie Intoxicados und Gustavo Cerati.

## Arbeit als DJ
Bulacio wurde bekannt als Organisator und Resident-DJ der wöchentlichen Veranstaltung Zizek (benannt nach dem slowenischen Philosophen Slavoj Žižek, der mit einer Argentinierin verheiratet ist) in der Bonarenser Diskothek X Vos in San Telmo, die thematisch auf Mashups ausgelegt ist. Anfangs eine Underground-Veranstaltung, wurde die Party schnell auch über die Grenzen der argentinischen Hauptstadt und im Ausland bekannt. Von der Zeitung Clarín wurde sie 2006 als eine der besten Veranstaltungen des Jahres bezeichnet, sie brachte es zudem u. a. zu einem Eintrag in den Reiseteil der US-Zeitung The New York Times. 2007 wechselte die Veranstaltung in die größere Diskothek Niceto Club.
Als DJ trat Villa Diamante auf der Creamfields Buenos Aires sowie auf Veranstaltungen in zahlreichen Ländern Südamerikas auf.

## Diskografie
- Cash Up, 2006
- Bailando se entiende la gente, 2007